# Caričina zlata soba
Caričina zlata soba (rusko: Золотая Царицина Палата, Zolotaya Tzaritsyna Palata) je bila uradna sprejemna soba ruskih carjev, kjer so potekali uradna praznovanja porok ruskih monarhov, srečanja z ruskim in tujim duhovnikom ter sprejemi za sorodnike cesarske družine in dame na dvoru. Je del carske palače v Moskovskem kremlju. Zolotaâ Caricyna Palata je tudi ime stavbe v kateri je soba, zato se uporablja beseda "palača".
Soba je bila del palačnega kompleksa, zgrajenega v Kremlju v poznem 15. in sredi 19. stoletja. Carska stanovanja so morala biti v delu palače. Soba je v pritličju in je bila zgrajena v začetku 16. stoletja. V 1580-ih so jo obnovili kot slavnostno sprejemno sobo carice Irine Godunove, žene ruskega carja Fjodorja I. . Imena graditeljev niso znana; lahko pa domnevamo, da so poznali italijansko renesančno arhitekturo.
Stene sobe so okrašene s slikami na zlatem ozadju. Slike v oboku prikazujejo epizode iz krščanske zgodovine, povezane z bizantinskim cesarjem Konstantinom in njegovo mamo Heleno. Na nagibu vzhodne stene, blizu katere je stal carski prestol, je vrsta slik, ki prikazujejo spreobrnjenje princese Olge, prve ruske krščanske princese in njen krst. Na severni steni so prikazani prizori iz življenja svetega Dinarija, gruzijskega svetnika, ki je skupaj s svojim gostiteljem hrabro branil krščansko vero. Slike na zahodni steni prikazujejo prizore iz življenja cesarice svete Teodore (Justinijanova žena in sovladarica).
Na zahodni strani carske Zlate sobe je predsoba ali pasaža. V začetku 17. stoletja so jo poimenovali Zhileckaja ('prebivalci'), ker so bili tam stalno prisotni stražarji in hlapci palače.
V štirih stoletjih svojega obstoja je bila caričina zlata soba podvržena številnim strukturnim spremembam, freske pa so bile večkrat prebarvane. V letih 1970–1978 so bila tam opravljena obsežna obnovitvena dela. Restavriranje je bilo pomembno, ker je to edini primerek staroruske posvetne monumentalne poslikave v Moskvi, ki se je ohranila do današnjih dni.
Caričina zlata soba je bila v rokopisih prvič omenjena leta 1526 kot Naugolnaja ('kotiček'). Ta in Fasetna palača sta najstarejši civilni poslopji v Moskovskem kremlju.